# Matthias Messner
Matthias Messner (* 20. November 1976 in Antholz in Südtirol; † 17. März 2019 in Perchtoldsdorf) war ein österreichischer Film- und Theaterschauspieler.

## Leben
Messner studierte Schauspiel am Franz Schubert Konservatorium für Musik und darstellende Kunst in Wien.
Als Theaterschauspieler war er am Theater der Jugend („Die wilde Sophie“), Theater Spielraum („Der Zauberberg“, „Welten von Gestern“), am Volkstheater Wien („Weiningers Nacht“, „Cabaret“), Stadttheater Bruneck („Reiher“, „Merlin“, „Im Weißen Rößl“), in der Wiener Scala, dem Stadttheater Mödling, dem Theater im Bunker, am Off-Theater Wien und im Kulturhofkeller Villach („2 Brüder“) sowie beim Shakespeare in Styria engagiert.
Außerdem spielte er in kleinen Rollen in einer Episode der Fernsehserie Die Rosenheim-Cops sowie im Fernsehfilm Just Married – Hochzeiten zwei mit.
Messner wurde seit dem 17. März 2019 vermisst und am 20. März 2019 tot in einem Wald bei Perchtoldsdorf aufgefunden. Die Todesursache ist der Öffentlichkeit bis heute unbekannt.